# Бергские тематические туристские маршруты

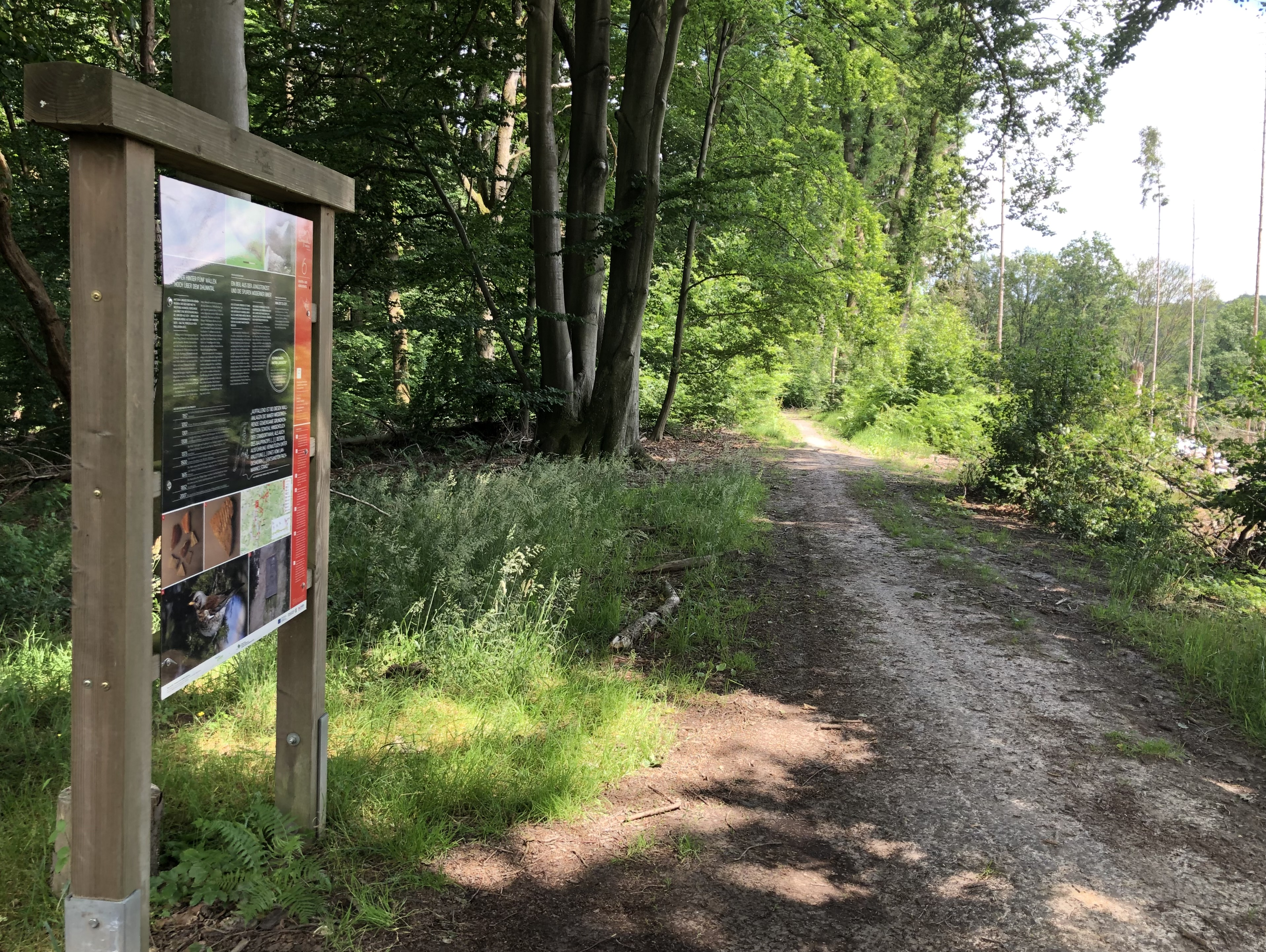
Стенд основной стандартной маркировки одного из Бергских тематических туристских маршрутов

Бергские тематические туристские маршруты (нем. Die Bergischen Streifzüge) — 24 однодневных или полудневных пешеходных туристских маршрута, имеющих высокий уровень информационной поддержки и маркировки, созданные специальным подразделением правительства города Бергиш-Гладбах для исторического региона Бергишес-Ланд.

## Общая характеристика
24 тематических однодневных и полудневных маршрута имеют высокую ценность как специфическое средство развития знаний об истории, культуре, природы и технике региона для населения не только Бергишес-Ланд, но и для соседних крупных городов Кёльна и Дюссельдорфа. Естественнонаучные, технические, исторические или литературные темы находятся здесь в центре внимания.
Маршруты протяженностью от 4 до 16 километров в основном круговые. Они дают возможность узнать много интересного о природе, прошлом и культуре Бергской земли, а также информируют о возобновляемых источниках энергии, фауне, флоре и многих других темах. Шесть маршрутов специально разработаны для детей младшего школьного возраста. Эти 24 похода-экскурсии можно комбинировать с проложенными в Бергишес-Ланд многодневными дальними туристскими маршрутами: Бергским путём и Бергской панорамной тропой.

## Качество информационной поддержки и маркировки

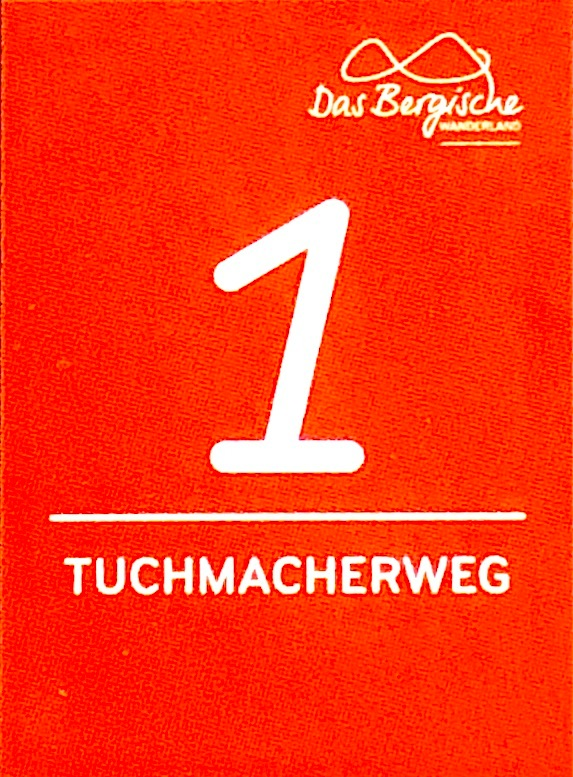
Маркировка маршрута 1 «Путь суконщика»

В Северном Рейне-Вестфалии эти 24 маршрута считаются эталонами качества оформления туристских маркированных маршрутов. Достигнуто это следующими средствами:
- На каждом маршруте установлено несколько стендов с текстовой и фото-информацией, касательно данного участка маршрута
- В наиболее важных местах к стендам придана аудиоинформация[2]
- Яркая красная маркировка, видимая издалека, позволяющая проходить маршруты даже без использования картографических материалов или интернет-информации
- Многочисленные бесплатные, неоднократно переиздаваемые рекламные проспекты с подробными картосхемами по каждому маршруту или в целом для всех 24-х маршрутов, распространяемые по лицензии CC-BY 4.0
- Книги различных авторов, подробно описывающие достопримечательности маршрутов

## 24 маршрута
1. Путь суконщика в Радеформвальде (Tuchmacherweg). 10,4 км.

2. Путь воды в Хюккесвагене (Wasserweg). 4,3 км.

3. Музыкальный путь отечества в Випперфюрте (Heimatweg). 11,1 км.

4. Фруктовый путь в Ляйхлингене (Obstweg). 5,9 км.

5. Путь ручья Айфген в Вермельскирхене и Буртшайде (Eifgenbachweg). 14,9 км.

6. Графско-монашеский путь в Одентале (Grafen- und Mönchsweg). 11,4 км.

7. Мельничный путь в Кюртене (Müchlenweg). 13,5 км.

8. Тропа каменотёсов в Линдларе (Steinhauerpfad). 6,2 км.

9. Бергский путь извозчиков в Мариенхайде (Bergische Fuhrmannsweg). 13,5 км.

10. Путь энергии в Гуммерсбахе (Energieweg). 11,9 км.

11. Путь огня и пламени в Бергнойштадте (Feuer- und Flammeweg). 12 км.

12. Можжевеловый путь в Райхсхофе (Wacholderweg). 5,5 км.

13. Путь замка Бенсберг в Бергиш-Гладбахе (Bensberger Schlossweg). 10,1 км.

14. Пещерный путь в Энгельскирхене-Рюндероте (Höhlenweg). 8,4 км.

15. Горнорудный путь в Рёсрате (Bergbauweg). 12,2 км.

16. Овератский паломнический путь (Overather Pilgerweg). 8,5 км.

17. Пивной путь в Виле (Bierweg). 13,4 км.

18. Путь крестьянских хозяйств в Ломаре (Bauernhofweg). 12,6 км.

19. Путь трав в Нойнкирхен-Зельшайде (Kräuterweg). 16,5 км.

20. Путь Генриха Бёлля в Мухе (Böllweg). 12 км.

21. Путь звуков в Нюмбрехте (Klangweg). 6,1 км.

22. Фахверковый путь в Руппихтероте (Fachwerkweg). 11,5 км.

23. Тропа лесных мифов в Вальдбрёле (Waldmythenweg). 12,8 км.

24. Путь деревьев в Морсбахе (Baumweg). 6,5 км.